# Lothar av Frankrike
Lothar (född: 941, död: 2 mars 986) karolingisk kung av Västfrankiska riket 954-986.

## Biografi
Son till Ludvig från andra sidan havet och Gerberga av Sachsen; far till Ludvig V; gift med Emma, en prinsessa från Arles.
Lothar kröntes i Reims 12 november 954 efter att ha vägrat dela tronen med sin bror Karl som istället tilldelades Nedre Lothringen (Basse-Lorraine) av sin farbror Otto I. Som minderårig regerade Lothar först med Hugo den vite som förmyndare och därefter under ärkebiskop Bruno av Köln. Inledningen på hans regeringstid upptogs av krig mot vasallerna, i synnerhet hertigarna av Normandie. 
Därefter tycks Lothar ha eftersträvat en erövring av Lothringen och försökte uppenbarlig skynda på utvecklingen genom ett överraskningsanfall: våren 978 var han ytterst nära att tillfångata Otto II i Aachen. Otto hämnades på hösten följande år genom att invadera frankerriket, ödeläggande allt han passerade. Han lyckades tränga sig fram till Paris men misslyckades med att inta staden och tvingades dra sig tillbaka med stora förluster. Ett fredsfördrag undertecknades 980 i Margut-sur-Chiers och 983 utsågs Lothar till Otto III:s beskyddare.